# Chrysotypus caryophyllae
Chrysotypus caryophyllae är en fjärilsart som beskrevs av Frappa 1954. Chrysotypus caryophyllae ingår i släktet Chrysotypus och familjen Thyrididae. Inga underarter finns listade i Catalogue of Life.